# Unfolded Like Staircase
Unfolded Like Staircase – drugi album studyjny amerykańskiej grupy neoprogresywnej Discipline, wydany nakładem Strung Out Records w 1997 roku.

## Recepcja
Na całym świecie album otrzymał wysokie oceny ze strony recenzentów, którzy, nie szczędząc pochwał, zwracali uwagę m.in. na doborowy warsztat instrumentalny członków Discipline oraz zamieszczone na płycie, rozbudowane, pełne dramatyzmu i rozmachu kompozycje, dopełnione przejmującymi tekstami.
Bill Knispel z północnoamerykańskiego kwartalnika "Progression", chwaląc umiejętności kompozytorskie i techniczne muzyków, jak i rekomendując album czytelnikom pisma, napisał: "wyobraźcie sobie połączenie U.K., Van der Graaf Generator i King Crimson doby 1973 roku, rozciągające każdą piosenkę średnio do 13 minut, które nasycone są rozdzierającym saksofonem i klawiszowo-gitarowymi pojedynkami".
Z kolei John W. Patterson z AllMusic stwierdził obrazowo, że "Unfolded Like Staircase to mroczny monolit, rzucający długi, rozległy cień na jałowe pustkowia tego, co nazywamy rzeczywistością", oraz uznał, że "Matthew Parmenter to dwudziestowieczny Dante", który "przez szczelinę zajrzał do wnętrza jaja kosmicznego".
Podsumowując swoją recenzję, Tomasz Kamiński, założyciel serwisu muzycznego ArtRock.pl, zapisał, iż "Unfolded Like Staircase to album godny postawienia na półce obok takich gwiazd, jak King Crimson czy Van der Graaf Generator", i dodał, że "każdy szanujący się wielbiciel tego starego rocka progresywnego wręcz powinien posiadać tę płytę w swoich zbiorach".

## Lista utworów
Opracowano na podstawie materiału źródłowego.
| Nr | Tytuł utworu | Muzyka            | Długość |
| -- | --- | ----------------- | ------- |
| 1. | „Canto IV (Limbo)” | Matthew Parmenter | 13:47   |
| 2. | „Crutches - The Carrot - The Silent Mirror - Down the Hatch - Crutches”                                                                   | Matthew Parmenter | 13:11   |
| 3. | „Into the Dream - Descent - Chock Full O’Guts - Drawn and Quartered - Clearing - Stealing the Key - Sum Music - Turtles All the Way Down” | Matthew Parmenter | 22:03   |
| 4. | „Before the Storm, Pt. 1 - The Ocean” | Matthew Parmenter | 5:20    |
| 5. | „Before the Storm, Pt. 2 - The Storm - Eden”                                                                                              | Matthew Parmenter | 10:31   |
|    | |                   | 1:04:52 |

## Twórcy
Opracowano na podstawie materiału źródłowego.
Muzycy:
- Matthew Parmenter – śpiew, keyboardy, skrzypce, saksofon altowy, dzwony rurowe
- Jon Preston Bouda – gitara elektryczna, gitara akustyczna
- Matthew Kennedy – gitara basowa
- Paul Dzendzel – perkusja, instrumenty perkusyjne

Produkcja:
- Discipline – produkcja
- Ben Ridley – realizacja dźwięku
- Rich Patterson - okładka, oprawa graficzna, zdjęcie zespołu